# Örträsks kyrka
Örträsks kyrka är en kyrkobyggnad i Örträsk i Lycksele kommun. Den är församlingskyrka i Lycksele församling, Luleå stift.

## Kyrkobyggnaden
Kyrkan uppfördes år 1849 av byggmästare Erik Jonsson. Samme byggmästare hade även uppfört Vilhelmina kyrka och troligen återanvändes samma ritningar som var gjorda av arkitekt Axel Almfelt. Kyrkan har en stomme av liggtimmer och består av rektangulärt långhus med rakt kor i öster och torn i väster. Öster om koret finns en vidbyggd sakristia. Ytterväggarna är klädda med slät stående panel. Långhuset har ett sadeltak medan sakristian har ett pulpettak. Taken täcks av spetsiga brädspån. Kyrkorummets väggar är klädda med slät stående panel målad i gråvitt. Innertaket täcks av ett trätunnvalv som är målat med kassettmönster i blått och vitt.

## Inventarier
- Dopfunten av trä med förgyllda sniderier är tillverkad 1946 av Birger Lindahl i Lövånger. Dopskålen av silver är skänkt till kyrkan 1967.
- En röd mässhake är från slutet av 1400-talet.
- Predikstolen är rund och målad i ljusgrått. Möjligen kan den vara gjord efter ritningar av arkitekt Per Wilhelm Palmroth, som har ritat Lycksele kyrka 1799.

### Orgel
- 1888 flyttades en orgel hit från Lekeryds kyrka. Orgeln var byggd 1758 av Jonas Wistenius, Linköping och hade 8 stämmor.
- 1909 bygger Nils Oskar Alm, Boden en orgel med 6 stämmor. Den flyttades 1943 till Nyåkers kyrka.
- Nuvarande orgel från 1947 är byggd av Grönlunds Orgelfabrik, Notviken och är en pneumatisk orgel. Orgeln har fasta och fria kombinationer samt registersvällare. Fasaden är gammal.

| Huvudverk I  | Svällverk II      | Pedal        | Koppel   |
| Principal 8' | Salicional 8'     | Subbas 16´   | I/P      |
| Gedackt 8'   | Rörflöjt 8'       | Nachthorn 4´ | II/P     |
| Oktava 4'    | Blockflöjt 4'     |              | II/I     |
| Oktava 2'    | Nasard 2 2/3'     |              | I 4'/I   |
| Mixtur III   | Gemshorn 2'       |              | II 16'/I |
|              | Tremulant         |              | II 4'/P  |
|              | Crescendosvällare |              |          |

### Webbkällor
- Länsstyrelsen Västerbotten informerar[död länk]
- Wikimedia Commons har media som rör Örträsks kyrka.